# Condado de Paulding (Ohio)
O Condado de Paulding é um dos 88 condados do estado americano de Ohio. A sede do condado é Paulding, e sua maior cidade é Paulding. O condado possui uma área de 1 085 km² (dos quais 7 km² estão cobertos por água), uma população de 20 293 habitantes, e uma densidade populacional de 19 hab/km² (segundo o censo nacional de 2000). O condado foi fundado em 1839.

## Povoados
- Latty